# آدم جونز (لاعب اتحاد الرغبي بريطاني)
آدم جونز (بالإنجليزية: Adam M. Jones)‏ هو لاعب اتحاد الرغبي بريطاني، ولد في 12 يناير 1980 في سوانزي في المملكة المتحدة.

## وصلات خارجية
- آدم جونز على موقع دوري الرغبي الممتاز (الإنجليزية)
- آدم جونز عل موقع إسبنسكروم (الإنجليزية)
- آدم جونز على موقع ItsRugby.co.uk (الإنجليزية)